# 单头匹菊
单头匹菊（学名：Pyrethrum richterioides），为菊科匹菊属下的一个种。

## 扩展阅读
維基物種上的相關：单头匹菊